# Elly Allesch

Elly Allesch um 1909

Elise (Elly) Caroline Luise Auguste Allesch (geb. Reuß; * 1. Juli 1853 in Bernburg; † 3. April 1944 in Goslar) war eine deutsche Schriftstellerin. Sie veröffentlichte auch unter dem Pseudonym E. Relly.

## Leben
Elise Allesch wurde als fünftes Kind des Forst- und Regierungsrats Louis Reuß und der Karoline, geb. Brocke, geboren. Sie zog 1857 mit ihren Eltern bereits im Kindesalter nach Schloss Wittgenstein und erhielt ihre Erziehung in einer Privatschule der Stadt Laasphe. Die Familie pflegte regelmäßige Kontakte zur fürstlichen Familie Sayn-Wittgenstein-Hohenstein auf Schloss Wittgenstein. Den Vornamen Elly legte sich Elise Reuß in ihrer Wittgensteiner Kindheit zu, weil sie so von der Prinzessin Ida zu Sayn-Wittgenstein-Hohenstein (1837–1922) genannt wurde.
Ab 1872 lebte die Familie in Dobříš bei Prag. Hier begann Allesch, die bereits im Kindesalter Gedichte und Geschichten verfasst hatte, ab 1875 für den Druck zu schreiben. Bei ihren Besuchen im nahen Prag lernte sie den Schriftsteller und Botaniker Heinrich Moritz Willkomm kennen, der ihr schriftstellerisches Talent förderte. Im Jahr 1881 heiratete Allesch den Baumeister Hans Allesch, den sie 1896 aufgrund eines „unheilbaren Kopfleidens“ in eine Heilanstalt geben musste, wo er noch vor 1898 verstarb. Allesch zog bereits 1896 mit ihren drei Töchtern nach Goslar.

## Werke
- Der gefüllte Pfannkuchen (Scherz, 1883)
- Erreichte Ziele (Roman in zwei Bänden, 1886)
- Lang ist’s her (Geschichten aus dem alten Anhalt, 1902)

Zudem erschienen Werke Alleschs in Zeitungen und Zeitschriften.